# 12360 Unilandes
12360 Unilandes (1993 SQ3) là một tiểu hành tinh nằm phía ngoài của vành đai chính được phát hiện ngày 22 tháng 9 năm 1993 bởi O. A. Naranjo ở [[M�rida]].